# Lijst van afleveringen van Operation Petticoat
Dit is een lijst met afleveringen van de Amerikaanse televisieserie Operation Petticoat. De serie telt twee seizoenen. Een overzicht van alle afleveringen is hieronder te vinden.

## Seizoen 1
| Nr. | Titel aflevering                      | Uitzenddatum VS   |
| --- | ------------------------------------- | ----------------- |
| 0   | Operation Petticoat                   | 4 september 1977  |
| 1   | Yeoman Hunkle, Yeoman Hunkle Part 1   | 17 september 1977 |
| 2   | Yeoman Hunkle, Yeoman Hunkle Part 2   | 24 september 1977 |
| 3   | Dooley Is a Daddy                     | 1 oktober 1977    |
| 4   | Operation, Operation                  | 8 oktober 1977    |
| 5   | And Out of the Sea Came a Marine      | 15 oktober 1977   |
| 6   | A Party for the Captain               | 22 oktober 1977   |
| 7   | And Baby Makes 33                     | 29 oktober 1977   |
| 8   | We've No Business in Show Business    | 5 november 1977   |
| 9   | Grey Is Beautiful                     | 19 november 1977  |
| 10  | Dear Molumphrey                       | 26 november 1977  |
| 11  | On a Clear Day You Can See a Bulkhead | 10 december 1977  |
| 12  | I'm Dreaming of a Pink Christmas      | 17 december 1977  |
| 13  | Bless You, My Sub                     | 7 januari 1978    |
| 14  | The Instant Ensign                    | 14 januari 1978   |
| 15  | Down to the Sea in Slips              | 21 januari 1978   |
| 16  | The Best of Enemies                   | 28 januari 1978   |
| 17  | General Who?                          | 4 februari 1978   |
| 18  | Tostin Times Two                      | 11 februari 1978  |
| 19  | Gallardo Joins Up                     | 18 februari 1978  |
| 20  | In Gossett We Trust                   | 25 februari 1978  |
| 21  | Matt on a Hot Pink Sub                | 6 mei 1978        |
| 22  | Claire Voyant                         | 18 mei 1978       |

## Seizoen 2
| Nr. | Titel aflevering           | Uitzenddatum VS   |
| --- | -------------------------- | ----------------- |
| 1   | Operation Spleen           | 25 september 1978 |
| 2   | The Hunkle-Crandall Affair | 2 oktober 1978    |
| 3   | Cram Course                | 9 oktober 1978    |
| 4   | You Owe Me One             | 19 oktober 1978   |
| 5   | Don't Drink the Shimbaka!  | 1 juni 1979       |
| 6   | The Talent Show            | 8 juni 1979       |
| 7   | Sub-Down                   | 15 juni 1979      |
| 8   | Hail to the Chief          | 22 juni 1979      |
| 9   | Big Deal on Kaloa Street   | 29 juni 1979      |
| 10  | Matters of Honor           | 6 juli 1979       |